# Mapo doufu
El mapo doufu o mapo tofu[cita requerida] es un plato chino popular originario de la provincia de Sichuan. Es una combinación de tofu en salsa picante de guindilla y judía, normalmente clara, aceitosa y roja brillante, a menudo cubierto con carne picada, usualmente cerdo o ternera. Existen variantes con otros ingredientes como castaña de agua, cebolla, otra verdura u hongo oreja de madera, que no suelen considerarse auténticas de Sichuan.